# Carte Goodwin
Carte Goodwin (Mount Alto, 1974. február 27. –) az Amerikai Egyesült Államok szenátora (Nyugat-Virginia, 2010).